# Islamisme au Kurdistan
L'islamisme au Kurdistan remonte aux années 1920. L'islamisme est un mouvement politique qui vise à mettre en œuvre l'islam dans les systèmes politiques. L'histoire de l'islamisme au Kurdistan n'est pas contiguë et a une histoire différente selon la partie du Kurdistan.

## Arrière-plan
L'islamisme au Kurdistan a une histoire ancienne. Lors de la dissolution de l'Empire ottoman, l'écrasante majorité des Kurdes s'étaient battus dur pour le sauver,. Les autorités ottomanes considéraient les Kurdes comme une minorité musulmane loyale à l'empire et les traitaient sur un pied d'égalité avec les autres musulmans. Cependant, l’Empire ottoman a été dissous et remplacé par la République de Turquie. Le nouvel État turc, fondé sur la laïcité et le nationalisme ethnique turc, a immédiatement pris pour cible sa population kurde, allant jusqu’à nier toute son existence et à tuer ceux qui résistaient à la turquification. Les Kurdes ont également été persécutés dans les nouveaux pays syriens et irakiens, tous deux également dirigés par des régimes nationalistes laïcs. Les Kurdes islamistes se sont battus pour se séparer des pays nouvellement créés et établir leur propre pays qui ramènerait la domination islamique au Moyen-Orient. L’Islam a toujours été la base du mouvement indépendantiste kurde, et il le resta jusqu’à ce que le mouvement indépendantiste kurde soit dominé par des nationalistes laïcs. Cela était évident lors de la rébellion de Cheikh Saïd et des révoltes de Mahmoud Barzandji, mais aussi des révoltes menées par Osman Abdoulazize, Machouk al-Khaznaoui, Cheikh Oubeydullah et Simko Chikak.

## Kurdistan irakien
L’islam politique au Kurdistan irakien a été largement introduit par Osman Abdulaziz. Il était fidèle aux Frères musulmans et était basé à Halabja. Avant Osman Abdulaziz, les Kurdes religieux n’étaient pas aussi impliqués dans la politique. Les idées des Frères musulmans ont également été introduites pour la première fois au Kurdistan irakien au début des années 1940 par des Kurdes qui étudiaient à Bagdad. Bien que certains Kurdes occupent des postes élevés au sein des Frères musulmans, les Frères musulmans sont restés impopulaires auprès des Kurdes. Mustafa Barzani et Jalal Talabani connaissaient tous deux Osman Abdulaziz et le respectaient beaucoup. Pendant la première guerre irako-kurde, Barzani a permis à Osman Abdulaziz et à ses partisans d'opérer librement sur le territoire du PDK, et en 1974, Osman Abdulaziz s'est rendu en mission diplomatique en Arabie saoudite au nom de Barzani,. Au cours des années 1970 et 1980, les principaux groupes islamistes du Kurdistan irakien étaient deux factions indépendantes des Frères musulmans, l'une pour les Kurdes sorani (Halabja, Sulaymaniyah, parties de Kirkouk et Erbil) et l'autre pour les Kurdes kurmanji (Duhok, parties de Ninive et Erbil).
Pendant la guerre Irak-Iran, de nombreux islamistes kurdes d’Irak ont demandé asile au Kurdistan iranien, où ils ont été hébergés par des islamistes kurdes iraniens. L'Iran a tenté de convaincre les Frères musulmans irakiens de se battre pour l'Iran, car il y a eu des moments où les Frères musulmans ont soutenu la révolution iranienne et ont appelé à l'unité entre sunnites et chiites, mais leurs relations se sont détériorées lorsque l'Iran a accusé les Frères musulmans de soutenir Saddam Hussein. pendant la guerre.
Un autre exemple est celui où l’Iran a ignoré le massacre de 1982 perpétré par le régime d’Assad, au cours duquel Saïd Hawwa avait critiqué l’Iran. Pendant la guerre Iran-Irak, les Frères musulmans ont connu une montée du nationalisme arabe, provoquant la séparation de leurs membres kurdes des membres arabes. Après sa scission, Osman Abdulaziz a fondé le Mouvement islamique du Kurdistan, à l'origine de nombreux mouvements islamistes kurdes,,. L'IMK a combattu dans la guerre Iran-Irak, lorsque Osman Abdulaziz a déclaré un Jihad et comptait des milliers de Kurdes islamistes dans son groupe, bien que l'IMK ne soit devenu un groupe important que lorsque Osman Abdulaziz a déclaré un deuxième jihad lors des soulèvements irakiens de 1991. De nombreux Kurdes islamistes qui vivaient en exil en Iran ou luttaient contre les Soviétiques en Afghanistan sont retournés au Kurdistan et ont rejoint Osman Abdulaziz. Parmi eux se trouvaient le mollah Krekar revenant d’Afghanistan et Ali Bapir revenant d’Iran,,. De nombreux islamistes kurdes se sont rendus en Afghanistan où ils ont combattu les Soviétiques ou ont reçu une formation des talibans ou d'Al-Qaïda pour être utilisés au Kurdistan. Les islamistes kurdes envoyaient également régulièrement des délégations à Oussama ben Laden en Afghanistan, et Oussama ben Laden avait remarqué le factionnalisme parmi les islamistes kurdes et leur avait conseillé de résoudre leurs différends et de se réunir.
Contrairement aux autres Kurdes islamistes, Salahaddin Bahaaddin, resté dans les Frères musulmans, a refusé de se rebeller contre l’Irak baathiste et a plutôt appelé à une campagne islamique non-violente. Salaheddin Bahaeddin a été isolé des autres Kurdes islamistes et, en 1994, il a formé l'Union islamique du Kurdistan. Osman Abdulaziz gagnait en popularité et l'IMK gagnait rapidement en pouvoir. Finalement, un conflit a éclaté entre l'IMK et le gouvernement régional du Kurdistan dirigé par l'UPK et le PDK. Plus tard, le conflit a pris fin dans le cadre de la trêve, l'IMK a été autorisé à participer au GRK et est devenu son troisième parti important.
Un nombre important de membres de l'IMK qui considéraient la démocratie comme du haram ont quitté l'IMK et se sont divisés en de nombreuses factions différentes. Mullah Krekar est ensuite devenu une figure de premier plan pour les islamistes kurdes. Contrairement à l'islamisme salafiste dominant qui préconisait principalement un califat mondial, Mullah Krekar a présenté une forme d'islamisme salafite où il était axé sur les affaires kurdes. Il était un fervent partisan de l'indépendance kurde et il n'avait pas l'intention d'étendre son contrôle au-delà du Kurdistan. Il avait d'autres opinions nationalistes, mais il a abandonné les composantes du nationalisme qui étaient en conflit avec la religion,,.
Le mollah Krekar a été rejoint par de nombreux autres Kurdes salafistes, notamment son propre groupe Islah, le KJG, et Djund al-Islam (une fusion du Front islamique Tawhid, du Mouvement de résistance islamique et de la Deuxième unité Soran). Ils ont ensuite capturé des terres en 2001 à Hawraman et ont formé l'Émirat islamique de Byara. Dans l'Émirat islamique, Islah et Jund al-Islam ont fusionné pour former Ansar al-Islam. Ansar al-Islam s'est développé très rapidement et a eu une grande influence. Les attaques d'Ansar al-Islam ont été si efficaces qu'elles ont conduit à la formation du CTG Kurdistan par le GRK. Ansar al-Islam a maintenu son contrôle sur l'Émirat islamique de Byara jusqu'à ce qu'une campagne de bombardement américaine au cours de l'opération Viking Hammer mette fin à l'Émirat islamique. Ansar al-Islam a déménagé dans les montagnes Hamrin et a combattu dans l'insurrection irakienne. En 2005, Ali Bapir, connu pour sa haine du GRK et de la démocratie, a participé aux élections parlementaires du GRK, et le KJG est devenu le troisième parti islamiste après l'IMK et le KIU,. Les Brigades du Kurdistan et Ansar al-Islam ont tous deux cherché à éliminer tous les non-musulmans et leur influence du Kurdistan. Ansar al-Islam a spécifiquement ciblé Franso Hariri, un chrétien assyrien, et l'a tué après deux tentatives d'assassinat infructueuses plus tôt,,.
Après la fin de l'Émirat islamique de Byara, Abu Abdullah al-Shafi'i est devenu le chef d'Ansar al-Islam, tandis que le mollah Krekar a fondé et dirigé Rawti Shax jusqu'à son arrestation en 2015,. Lorsque l’État islamique au Kurdistan est apparu pour la première fois en 2014, Ansar al-Islam et les Brigades du Kurdistan ont tous deux combattu contre l’État islamique. Après des mois de combats, l’État islamique a gagné,,. Les Brigades du Kurdistan et Ansar al-Islam ont considérablement décliné, et Ansar al-Islam a déménagé à Jabal al-Akrad. Dans une interview de 2010, Mullah Krekar s'est plaint des djihadistes arabes, affirmant que lorsqu'ils ont demandé de l'aide, les djihadistes kurdes ont généreusement aidé à offrir de l'aide dans le Triangle sunnite, tandis que lorsque les djihadistes kurdes ont demandé de l'aide, les djihadistes arabes n'ont fait que trouver des excuses pour éviter d'aider.

## Kurdistan iranien
Pendant sa campagne en Iran, Simko Shikak a également été partiellement motivé par l'islamisme. Les islamistes kurdes d’Iran étaient historiquement fortement orientés vers les islamistes kurdes d’Irak, car les autorités chiites iraniennes avaient été très strictes à l’égard des activités islamistes sunnites. Alors que la plupart des islamistes kurdes adhéraient à une tendance salafiste, Naser Sobhani a tenté de propager une forme Naqshbandi au Kurdistan iranien. Ahmad Moftizade avait fondé le groupe Maktab-i Coran au Kurdistan iranien. Moftizade s'est inspiré des idées de Maududi et des Frères musulmans. Il a également travaillé avec des penseurs musulmans réformistes iraniens, dont Mehdi Bazargan et Ali Shariati,. En tant qu'opposant connu du Shah, Moftizade a tenté de négocier avec la nouvelle République islamique d'Iran et a proposé une région autonome kurde qui serait gouvernée selon une gouvernance islamique. Plus tard, il fut de nouveau en conflit avec le gouvernement iranien. Les Frères musulmans internationaux ont tenté d'intervenir en faveur de Moftizade, mais le gouvernement iranien l'a arrêté en 1982 et il est décédé peu après sa libération en 1993. Le gouvernement iranien a ensuite arrêté Sobhani, qui est mort en prison. Leurs deux mouvements ont décliné et se sont divisés en plusieurs factions aux idéologies différentes. L’islamisme salafiste du mollah Krekar qui s’est propagé au Kurdistan irakien s’est ensuite étendu au Kurdistan iranien et s’est développé là-bas,. Les islamistes kurdes iraniens ont également fait passer clandestinement des marchandises à travers la frontière Iran-Irak vers l'Émirat islamique de Byara.

## Kurdistan turc
La laïcité est apparue pour la première fois en Anatolie à la fin de l’Empire ottoman, et elle a été appliquée sous la République de Turquie. Cependant, les Kurdes ont d’abord refusé de se séculariser, et la laïcité n’a augmenté parmi les Kurdes que bien plus tard que parmi les Turcs. La région kurde de Turquie était connue pour être plus religieuse et plus sujette à la radicalisation que la région turque. Lorsque le nationalisme s’est également développé parmi les Turcs, les Kurdes l’ont également rejeté dans un premier temps, mais il s’est ensuite répandu également parmi les Kurdes. Cheikh Saïd s'est rebellé contre la Turquie en 1925, dans le but de rétablir la loi islamique et de résister à l'oppression et au déni des Kurdes par le gouvernement turc. Necmettin Erbakan devint plus tard l'un des pionniers de l'islamisme en Turquie. Son idéologie Millî Görüş était similaire à celle des Frères musulmans, mais beaucoup plus centrée sur la Turquie. Le MSP d'Erbakan a été parmi les premiers à contester le refus du gouvernement d'accepter les Kurdes et a recruté de nombreux Kurdes. Lorsque le MSP faisait partie du gouvernement de coalition en 1974-1975, quatre des sept hommes politiques qu'il avait nommés au gouvernement étaient des Kurdes. Néanmoins, les Kurdes du MSP cachaient le plus souvent leur appartenance ethnique et en parlaient rarement. Indépendamment des tentatives du gouvernement turc d'éliminer l'islamisme, au cours des années 1960 et 1970, il a toléré et même encouragé la synthèse turco-islamique, qui est devenue l'idéologie d'État après le coup d'État de 1980. L'idéologie était anti-kurde et contribuerait plus tard à la scission entre les islamistes kurdes et turcs,. Alors que la fusion du nationalisme turc et de l’islamisme était populaire à l’époque, il n’y avait pas de fusion de l’islamisme et du nationalisme parmi les Kurdes. Cela a changé avec la création du Parti islamique du Kurdistan (PIK) en 1979. Ce fut le premier groupe islamiste à parler directement de l’identité kurde. Le PIK était principalement actif dans la diaspora mais était présent au Kurdistan turc. Il a recruté des Kurdes d'autres pays et a fait campagne à la fois en Kurmanji et en Sorani. Le PIK était considéré comme le fondateur idéologique du Hezbollah kurde,. Le PIK n’est jamais devenu un mouvement significatif. Le PIK était également actif au Kurdistan irakien et soutenait Osman Abdulaziz. Le PIK a évité les conflits avec les partis laïcs kurdes et a même collaboré avec eux. Cependant, le PIK a refusé de prendre les armes, affirmant qu’il souhaitait atteindre ses objectifs par la dawah plutôt que par la violence. Le Hezbollah kurde a été fondé en 1993 et a immédiatement lutté contre le PKK et les autorités turques. Le Hezbollah kurde est resté une organisation violente jusqu’à ce que les opérations intensives du gouvernement turc mettent fin aux activités armées du Hezbollah,. Le Hezbollah kurde s’est ensuite rebaptisé en de nombreuses organisations civiles, dont le Parti de la Cause Libre, et a continué à opérer à travers elles.

## Kurdistan syrien
Au Kurdistan syrien, la politisation de l’islam était socialement un tabou, même parmi les Kurdes syriens religieux. Quoi qu’il en soit, des Kurdes syriens ont participé à des activités islamistes. Mashouq al-Khaznawi était le principal défenseur des Kurdes en Syrie jusqu'à son assassinat. Plus tard, le PYD au pouvoir au sein de l’AANES a commencé à imposer la laïcité. Le Mouvement de Salah al-Din le Kurde et le Front islamique kurde ont été fondés au Kurdistan syrien pendant la guerre civile syrienne. Bien que les deux groupes aient voulu se battre pour les intérêts kurdes, le PYD a refusé de permettre aux groupes d'opérer et ils se sont tous deux révélés inefficaces en raison des pressions du PYD,. Le PYD a poursuivi sa politique et ses prétendues interférences avec la pratique de l'islam au Kurdistan syrien ont contribué à la montée de l'islamisme parmi les Kurdes syriens. Lorsque l’État islamique est arrivé à Kobani, un groupe de Kurdes locaux les a aidés et c’est grâce à eux que l’État islamique a progressé jusqu’à présent à Kobani,.